# Ishinca
Ishinca es una montaña ubicada en el departamento de Áncash. Tiene una altitud de 5.530 m s. n. m. Se localiza en la quebrada de Ishinca en el distrito y provincia de Huaraz, en la Cordillera Blanca en los Andes peruanos. Debido a su acceso es ideal para los que inician el montañismo. Tiene una vista de los nevados Tocllaraju y el Ranrapalca. Es una de las montañas más visitadas de la Cordillera Blanca.